# Czarnca (gromada)
Czarnca – dawna gromada, czyli najmniejsza jednostka podziału terytorialnego Polskiej Rzeczypospolitej Ludowej w latach 1954–1972.
Gromady, z gromadzkimi radami narodowymi (GRN) jako organami władzy najniższego stopnia na wsi, funkcjonowały od reformy reorganizującej administrację wiejską przeprowadzonej jesienią 1954 do momentu ich zniesienia z dniem 1 stycznia 1973, tym samym wypierając organizację gminną w latach 1954–1972.
Gromadę Czarnca z siedzibą GRN w Czarncy utworzono – jako jedną z 8759 gromad na obszarze Polski – w powiecie włoszczowskim w woj. kieleckim, na mocy uchwały nr 13l/54 WRN w Kielcach z dnia 29 września 1954. W skład jednostki weszły obszary dotychczasowych gromad Czarnca i Kąty ze zniesionej gminy Secemin w tymże powiecie. Dla gromady ustalono 13 członków gromadzkiej rady narodowej.
31 grudnia 1961 do gromady Czarnca przyłączono wsie Żelisławice, Borowisko, Bugaj, Nadolnik, Osiny, Poraj, Wincentów, Żelisławiczki i Miny, stację kolejową Żelisławice oraz osadę młyńską Papiernia ze zniesionej gromady Żelisławice.
Gromada przetrwała do końca 1972 roku, czyli do kolejnej reformy gminnej.